# La Conquête de l'Ouest (série télévisée)
Pour les articles homonymes, voir La Conquête de l'Ouest et How the West Was Won.
La Conquête de l'Ouest (How the West Was Won) est un feuilleton télévisé américain créé par Jim Byrnes. Il est composé d'un téléfilm de 120 minutes, The Macahans, diffusé le 19 janvier 1976, d'une mini-série de trois épisodes de 90 minutes diffusée en février 1977 et d'une série en 22 épisodes de 90 minutes diffusé entre le 12 février 1978 et le 23 avril 1979 sur le réseau ABC.
En France, le feuilleton a été diffusé à partir du 2 juillet 1978 sur TF1.

## Synopsis
Ce feuilleton met en scène la saga des Macahan, une famille de fermiers qui a quitté la Virginie pour le Dakota du Nord à la fin du XIXe siècle.

## Distribution
- James Arness (VF : André Valmy) : Zebulon « Zeb » Macahan, surnommé aussi « Aigle blanc »
- Bruce Boxleitner (VF : Hervé Bellon) : Luke Macahan
- Kathryn Holcomb (VF : Martine Messager) : Laura Macahan
- William Kirby Cullen (VF : Thierry Bourdon) : Josh Macahan
- Vicki Schreck (VF : Catherine Lafond) : Jessie Macahan
- Fionnula Flanagan : Molly Culhane
- Warren J. Kemmerling : Juge Rensen
- Pat Petersen : Jeffrey
- Joshua Gallegos : "Main de pierre"
- Ivan Narango : "Un loup"
- Michael Conrad : Marshal Russell
- Ed Lauter : Martin Stillman
- Harris Yulin : Deek Peasley
- James Almanzar : Hazett
- Peter Hansen : le major Drake
- Elyssa Davalos : Hillary Gant
- Kay Lenz : Doreen
- Jared Martin : Frank Grayson
- Slim Pickens : Tap Henry
- Ralph Brannen : Otter Belt
- Warren Vanders : Brant
- Eva Marie Saint : Katherine « Kate » Macahan
- Lloyd Bridges : Orville Gant
- Stephen Elliott : Zachary Knight
- Ricardo Montalban : Satangkai
- Morgan Woodward : L'étranger
- John Reilly : Jeremiah Taylor
- Ted Jordan : Charlie
- Robert Donner : Monsieur Evans
- Anthony Zerbe : Martin Grey
- Eric Braeden : Francis Britten
- Don Murray : Anderson
- Horst Buchholz : Sergei
- Britt Lind : Erika Hanks
- Ramon Bieri : Général Sheridan
- Royal Dano : Elam Hanks
- Mel Ferrer : Hale Burton
- John Dehner : Bishop Benjamin
- Brian Keith : Général Stonecipher
- Richard Angarola : Chef Griffe
- Christopher Lee : Le Grand Duc
- David Huddleston : Christy Judson
- Cameron Mitchell : Coulee John Brinkerhoff
- William Boyett : Docteur Dupree
- Trisha Noble : Valerie
- Herman Poppe : Jake Judson
- Sander Johnson : Charlie Judson
- Larry D. Mann : Pennington
- Biff McGuire : Ed Walters
- Alvy Moore : Swenson
- Robert Padilla : "La-Montagne-Est-Grande"
- Gertrude Flynn : Clara
- Jean Allison : Madame Stillman
- Gregg Palmer : Loman
- Kristopher Marquis : Tommy Gant
- Robert Phillips : Keesey
- Read Morgan : Lem
- Henry Olek : Hubbard
- Ned Wertimer : Elias Kulp
- John Pickard : Colonel Caine
- Van Williams : Capitaine MacAllister
- Buck Young : Will
- Eddie Little Sky : "Conduis-Ces-Chevaux"
- Richard Basehart : Colonel Flint
- Vera Miles : Beth
- William Shatner : Capitaine Harrison
- Ray Tracey : Teel-O
- John Crawford : Hale Crowley
- Tim Matheson : Curt Grayson
- Jack Elam : Cully Madigan
- John Lisbon Wood : Willy Judson
- Parley Baer : Docteur Gunnerson
- Iron Eyes Cody : Le Shaman
- Roy Jenson : Sergent Macklin
- William Bryant (en) : Colonel Worth
- Lucille Benson : Mademoiselle Agnès
- Paul Fix : Portagee
- Shug Fisher : Ziggy
- Bruce M. Fisher : Booster
- Dan Ferrone : Louis
- Med Flory : Shérif Millet
- Pepe Callahan : Pedro
- Linda Redfearn : "Petit Arbre"
- Geno Silva (en) : "Faucon Rouge"
- Don Collier : Capitaine Poynton
- Todd Lookinland : Joshua Hanks
- Richard Wright : Banes
- Silvana Gallardo : Shewelah
- Tom Simcox : Marshal Logan
- Guillermo San Juan : Jeremiah
- Matt Bennett : Lout
- James Chandler : Bartley
- Dub Taylor : Moss
- Peggy Rea : Madame Tice
- Mina Vasquez : Round Peeble
- Anita Noble : Maria
- Henry O'Brien : Yucca
- David Yanez : Manuel
- Ted Markland : Nugget
- Jay Ripley : Jess Mudd
- Bill Zuckert : Caldwell
- James Stephens (en) : C.L. Bradley
- Mark Withers : Tobe Harker
- Richard Kiley : Timothy Macahan
- John Beck : Clay Wesley
- Bradford Dillman : Colonel Craig
- David Dukes : Louis Riel
- Fernando Lamas : Fierro
- Perry Lang : Willie Johnson
- Keye Luke : Leong Chung Hua
- Belinda Montgomery : Florrie
- Kip Niven : Lieutenant Ayeless
- Vincent Van Patten : Bob Cooper
- Gene Evans : Dutton
- Lee Bryant : Elizabeth
- Laura Campbell : Marie Revard
- Ken Curtis : Orville Gant
- Jeff East : Orly
- Joaquin Martinez : Amando Perez
- Laurie Prange : Prudence Willow
- Beulah Quo : Ah Kam
- Ken Swofford : Grimes
- James Best : Sheriff Gruner
- Jeff David : Jacques
- Lee de Broux : Larch
- John Doucette : Sheriff Boland
- Missy Gold : Stacy Willow
- Robert Ito : Chuk
- Paul Koslo : Jobe
- Keith McDermott : Everett
- Sean Roche : Chris Bodine
- Jacqueline Scott : Madame ferguson
- Charles Tyner : Eli Kelsay
- Victor Mohica : Billy Joe
- Philip Bruns : Doc
- Beverly Garland : Hanna
- Ron Hayes : Shériff Pinter
- L.Q. Jones : Batlin
- Richard Kelton : Clay Hollingsworth
- Taylor Lacher : Ferris
- Ken Marshall : Andrew Willow
- Denver Pyle : Sergent Tripp
- Carol Vogel : Chastity
- Frank Ferguson : Grand père
- Steve Brodie : Sergent Chester Worth
- Mitch Carter : Beard
- Richard Evans : Druey
- Skip Homeier : Boyle
- Soon-Tek Oh : Kee
- George Petrie : Docteur Baker
- John Quade : Waddie Travers
- David Sheiner : Wilson
- Ann Doran : Grand Mère
- Dennis Bowen : Lieutenant Anderson
- Wilford Brimley : Shériff Daniels
- David S. Cass Sr. : Dave Nichols
- Rosalind Chao : Li Sin
- Douglas Dirkson : Tally
- Fredric Lehne : Jacob Kelsay
- Jack Stauffer : David
- Guy Stockwell : Shériff Andrews
- Russell Wiggins : Alan
- Brad Wilkin : Billy Twiggs
- Vince St. Cyr : Ponca
- Luke Askew : Bowdin
- Kim Cattrall : Dolores
- George Cheung : L'ouvrier
- Katy Kurtzman : Nettie
- Duane Loken : Wolfpaw
- William Conrad (VF : Jean-Claude Balard) : le narrateur

## Épisodes
Téléfilm (Pilote)
1. Titre français inconnu (The Macahans)

Mini-série
1. Titre français inconnu (Episode #1)
2. Titre français inconnu (Episode #2)
3. Titre français inconnu (Episode #3)

Série
| Saison 1 1. Titre français inconnu (Episode #1) 2. Titre français inconnu (Episode #2) 3. Titre français inconnu (Episode #3) 4. Titre français inconnu (Episode #4) 5. Titre français inconnu (Episode #5) 6. Titre français inconnu (Episode #6) 7. Titre français inconnu (Episode #7) 8. Titre français inconnu (Episode #8) 9. Titre français inconnu (Episode #9) 10. Titre français inconnu (Episode #10) | Saison 2 1. Le Tireur d'élite (The Gunfighter) 2. Le Bagarreur (The Rustler) 3. L'Ennemi (The Enemy) 4. L'Innocent (The Innocent) 5. Hillary (Hillary) 6. L'Affaire Riel (id.) 7. Les Maraudeurs (The Scavengers) 8. Les Oubliés (The Forgotten) 9. Luke (Luke) 10. China Girl (China Girl) 11. Les Marchands d'esclaves (The Slavers) |